# Holcosus septemlineatus
Holcosus septemlineatus là một loài thằn lằn trong họ Teiidae. Loài này được Duméril mô tả khoa học đầu tiên năm 1851.